# Bee Gees
The Bee Gees (рус. Би Джиз) — британско-австралийская музыкальная группа, основанная в 1958 году. Состояла из троих братьев: лидера-вокалиста Барри Гибба, второго лидера-вокалиста Робина Гибба и клавишника-гитариста Мориса Гибба. Мировые продажи пластинок группы превышают 220 миллионов копий, что делает их одним из самых успешных коллективов в истории музыкальной индустрии.

## История группы
Старший из братьев, Барри Гибб родился 1 сентября 1946 на острове Мэн, являющемся Коронным владением Британии. Через три года, 22 декабря 1949 года, родились с разницей в 35 минут близнецы Робин и Морис. В 1955 году семья Гиббов переехала в Манчестер, а в 1958 году из Манчестера в австралийский город Брисбен (на северо-востоке страны, в штате Квинсленд). В 1960 году они выступали в нескольких телевизионных шоу, а также на курортах Австралии, несмотря на то что были несовершеннолетними. Австралийская звезда Кол Джой был вдохновлен песнями Барри и помог братьям получить контракт на запись с музыкальным лейблом в 1963 году. Трио выпускало по два-три сингла в год. В то же время Барри успевал писать песни для других австралийских исполнителей. В 1966 Гиббы вернулись в Англию, где начали успешную карьеру в рок-музыке (хиты Words и др.). Однако к началу 1970-х гг. пластинки Bee Gees перестали пользоваться успехом.

Вторая фаза Bee Gees началась, когда музыканты неожиданно для всех обратились к музыке диско. В 1977 году был выпущен саундтрек к фильму «Лихорадка субботнего вечера», самой известной композицией которого стала заглавная песня «Stayin' Alive». Благодаря её популярности Bee Gees немедленно взлетели на первые строчки хит-парадов, по сути став живым олицетворением эпохи диско и одним из главных поставщиков хитов для дискотек второй половины 1970-х гг. (хит «Tragedy» и др.). Фильм «Оркестр клуба одиноких сердец сержанта Пеппера» с Bee Gees в главной роли, однако, провалился в прокате.
В 1979 году группа получила звезду на аллее славы в Голливуде за достижения и вклад в области музыки.
В 1980-х годах участники группы в основном занимались сольными проектами. Особенно на этом поприще повезло Робину (хиты Juliet, Boys Do Fall In Love и др.) В 1987 году группа выпустила альбом E.S.P., который стал достаточно успешным. Сингл You Win Again с этого альбома возглавил чарты Великобритании и Европы.
Bee Gees вернули себе внимание критики и любителей музыки в конце 1990-х гг., выпустив несколько традиционных рок-альбомов (последний — в 2001). В 2003 году группа прекратила существование в связи со смертью Мориса Гибба.
По прошествии шести лет, в конце 2009 года, Барри и Робин объявили о возрождении Bee Gees. Однако группа так и не осуществила каких-либо новых студийных записей. Со смертью Робина Гибба в 2012 году надежда на возрождение Bee Gees окончательно угасла.

## Память
- Памятник в Редклиффе — пригороде австралийского города Брисбена. Открыт в феврале 2013 года[10].

## Участники
| Основной состав - Барри Гибб — вокал, ритм-гитара (1958—2003, 2009—2012) - Робин Гибб — вокал, гитара, меллотрон, орган, мелодика, гармоника (1958—1969, 1970—2003, 2009—2012; умер в 2012) - Морис Гибб — вокал, соло-гитара, бас-гитара, клавишные (1958—2003; умер в 2003) - Колин Питерсен — ударные (1967—1969) - Винс Мелоуни — соло-гитара (1967—1968) - Джефф Бриджфорд — ударные (1971—1972) Концертные музыканты - Алан Кендалл — соло-гитара (1971—1981, 1989—2003) - Крис Каран — ударные (1972) - Джефф Уэстли — клавишные (1973—1976) - Деннис Байрон — ударные, перкуссия (1974—1979) - Блю Уивер — клавишные (1975—1981) - Джо Лала — перкуссия (1976, 1979) - Джоуи Мурсия — ритм-гитара (1976, 1979) - Гарольд Ковард — бас-гитара (1979) - Тим Кансфилд — ритм-гитара (1989) - Вик Мартин — клавишные, синтезатор (1989) - Гэри Моберли — клавишные, синтезатор (1989) - Джордж Перри — бас-гитара (1989) - Честер Томпсон — ударные (1989) - Бен Стайверс — клавишные (1996—1999) - Мэтт Бонелли — бас-гитара (1996—1999) - Стив Ракер — ударные (1996—1999) | Приглашённые музыканты (студия и концерты) - Фил Коллинз — ударные - Ленни Кастро — ударные - Гленн Фрай — гитара - Тимоти Б. Шмит — бас-гитара - Джо Уолш — соло-гитара - Дон Фелдер — соло-гитара (1981) - Джефф Поркаро — ударные - Майк Поркаро — бас-гитара - Стив Поркаро — клавишные - Стив Люкатер — гитара - Дэвид Хангейт — бас-гитара - Дэвид Пэйч — клавишные - Грег Филлингейнс — клавишные - Бобби Кимбалл — клавишные - Лиланд Склар — бас-гитара - Реб Бич — соло-гитара - Грегг Биссонетт — ударные - Рики Лоусон — ударные - Скотт Ф. Краго — ударные - Стив Гэдд — ударные - Стив Ферроне — ударные - Стив Джордан — ударные - Натан Ист — бас-гитара - Стюарт Смит — соло-гитара - Винни Колаюта — ударные |

Временная шкала
Временная шкала концертных участников

## Дискография
- The Bee Gees Sing and Play 14 Barry Gibb Songs (1965)
- Spicks and Specks (1966) (изначально назывался Monday`s Rain)
- Bee Gees 1st (1967)
- Turn Around Look At (1967)
- Horizontal (1968)
- Idea (1968)
- Rare, Precious, Beautiful, Vol.1 (1968)
- Rare, Precious, Beautiful, Vol.2 (1969)
- Odessa (1969)
- Best of Bee Gees (1969)
- Cucumber Castle (1970)
- Rare, Precious, Beautiful, Vol.3 (1970)
- Starportrait International - Bee Gees (1970)
- Sound Of Love (1970)
- 2 Years On (1970)
- Melody (1971)
- Trafalgar (1971)
- To Whom It May Concern (1972)
- A Kick In The Head (1973) (нереализованный альбом)
- Far East Tour 1973 (1973) (альбом вышел только в Японии)
- Life In a Tin Can (1973)
- A Kick In The Head Is Worth Eight In The Pants (1973)
- Best of Bee Gees Volume 2 (1973)
- Mr. Natural (1974)
- Bee Gees - The Original Odessa (1974)
- Main Course (1975)
- The Bee Gees - POP Giants, Vol.19 (1975)
- Gold/Volume One (1975)
- Best Of Bee Gees, Vol.3 (1975)
- Children of the World (1976)
- Massachusetts (1976)
- Saturday Night Fever (1977)
- Here At Last Bee Gees Live (1977)
- I`ve Gotta Get A Message To You (1977)
- Take Hold Of That Star (c)1964 (1978)
- Sgt. Pepper`s Lonely Hearts (soundtrack) (1978)
- Spirits Having Flown (1979)
- Bee Gees Greatest (1979)
- Guilty Demos (1980)
- Living Eyes (1981)
- Staying Alive (1983)
- E.S.P. (1987)
- One (1989)
- Tales from the Brothers Gibb (1990)
- High Civilization (1991)
- Size Isn't Everything (1993)
- The Very Best Of Bee Gees (1996)
- Claustrophobia (1996)
- Still Waters (1997)
- One Night Only[укр.] (1998)
- The Very Best Of Bee Gees (1998)
- Tomorrow The World (1999)
- This Is Where I Came In (2001)
- Their Greatest Hits: The Record (2001)
- Number Ones (2004)
- Bee Gees Love Songs (2005)
- The Ultimate Bee Gees (2009)
- Mythology: The 50th Anniversary Collection (4CD) (2010)
- Timeless: The All-Time Greatest Hits (2017)